# Knackwurst

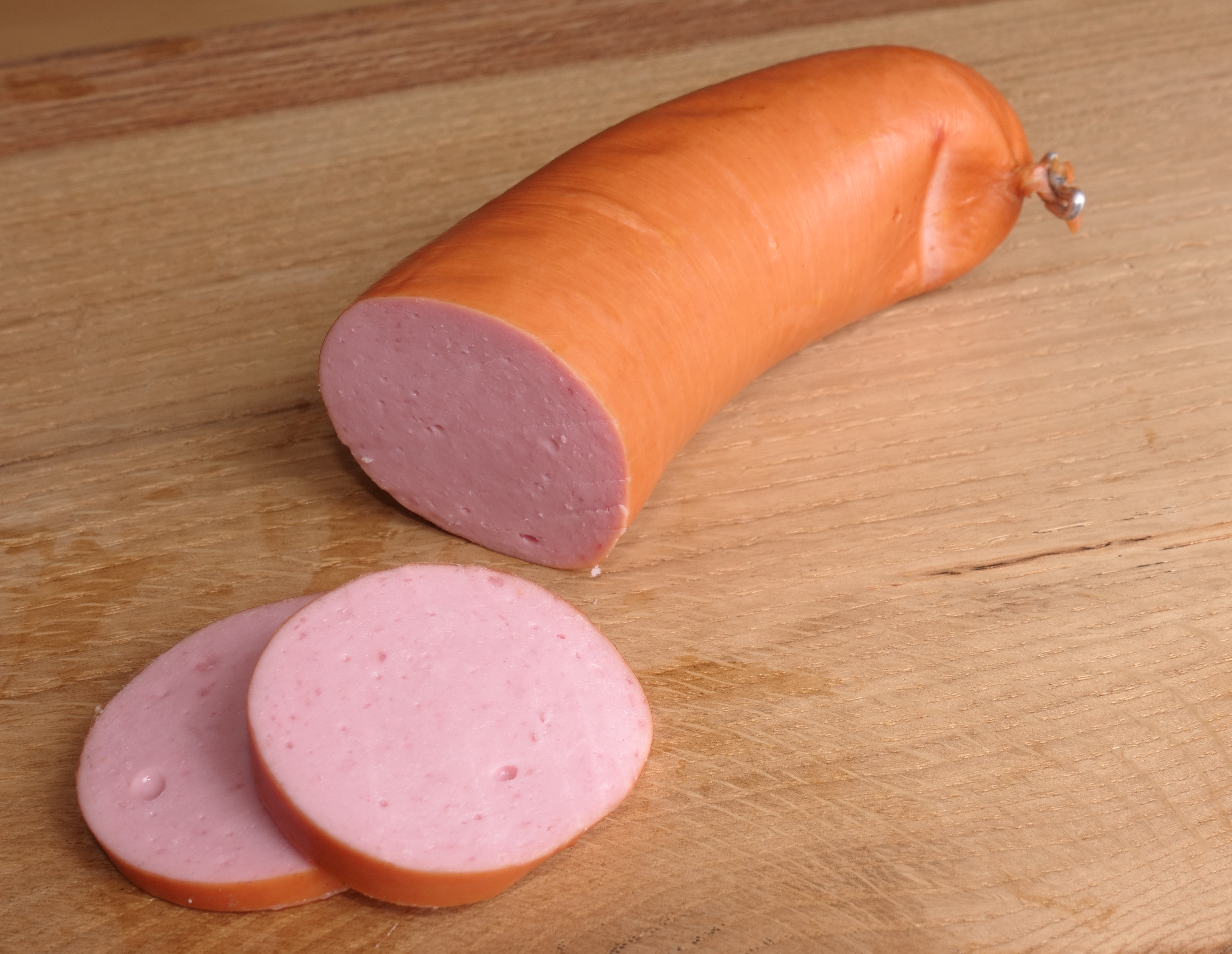
Knackwurst

Knackwurst eller knackvurst är ett slags tysk korv. Den är kort, tjock och ofta kraftigt kryddad med bland annat vitlök. Den röks över ekspån. Ett annat namn som framförallt används i Finland är 'knackkorv' (på finska nakkimakkara). Denna beteckning avser dock något som utseendemässigt mest liknar en kort wienerkorv eller varmkorv. Men smakmässigt är likheten inte så stor. 

## Etymologi
Från tyska knacken "knaka", "knäcka", "spricka", "spräcka" och Wurst "korv". Enligt Svenska Akademiens ordbok uppstår knakandet "då man i ett knippe av dylika korvar bryter den ena från den andra". Enligt andra källor syftar namnet på att korven spricker när man biter i den, och det ljud som därvid uppstår. Namnet finns belagt på tyska sedan 1500-talet, på svenska sedan 1895.